# Museu de Santo André
O Museu de Santo André Dr. Octaviano Armando Gaiarsa é um dos mais importantes de sua cidade, Santo André, São Paulo. Oficializado museu em 1982, hoje ocupa um edifício que, na verdade, foi projetado e desenvolvido em 1914, pelo arquiteto José Van Humbeeck, e construído pelo Estado de São Paulo, para ser o Primeiro Grupo Escolar de São Bernardo. Em 1990, o edifício foi considerado um patrimônio histórico pela Comdephaapasa (Conselho Municipal de Defesa ao Patrimônio Histórico, Artístico, Arquitetônico-Urbanístico e Paisagístico de Santo André). Alguns anos depois, em 2010, foi tombado pela Condephaat (Conselho Municipal de Defesa ao Patrimônio Histórico, Arqueológico, Artístico e Turístico do Estado de São Paulo).
De acordo com a lei municipal número 5.942, em 3 de agosto de 1982 foi criado, em sua forma legal, o que seria o Museu de Santo André. A prefeitura escolheu, então, uma Comissão Organizadora, que daria continuidade ao projeto, dando vida à sua versão física. Dentro desse grupo, estava o médico e vereador, Octaviano Armando Gaiarsa, um dos grandes incentivadores e participantes do projeto e que, alguns anos depois, nomearia o nome do museu. Wilson Stanziani, arquiteto e museólogo, também foi um dos principais responsáveis por colocar tudo aquilo em bases sólidas. Após passar por alguns diferentes formatos e localizações, o museu se fixou na antiga casa do Grupo Escolar em 1990.
O Museu de Santo André sempre teve entrada gratuita ao público, desde sua criação. Tal medida foi levada em consideração baseando-se no fato de que, o principal objetivo desse projeto seria levar o conhecimento, memória e identidade de Santo André, para todos os habitantes da cidade e a quem mais se interessar, assim, de alguma forma, melhorando a qualidade de vida relacionada ao lugar onde moram.

## História

### O Surgimento de Santo André
O Museu de Santo André traz em sua história de formação, todo o passado da cidade de Santo André, juntamente com seu processo de criação. Alguns estudos comprovam que ela surgiu de uma pequena vila formada á décadas, porém pouco conhecida. Em 8 de abril, de 1553, João Ramalho, em conjunto com a índia Bartira, "legalizaram" aquela região em que viviam, se tornando oficialmente uma Vila. Essa data é comemorada até os tempos atuais como aniversário da cidade, onde presta-se homenagens em frente à estátua de João Ramalho, localizada no centro. Aquela região se desenvolveu aos poucos, mas permanecia pequena, afastada e sem muita popularidade. Em 1560 teve que ser transferida para a cidade de São Paulo, devido a sérios problemas de manutenção, proteção da vila, e comprometimento da qualidade de vida da população que morava ali. 

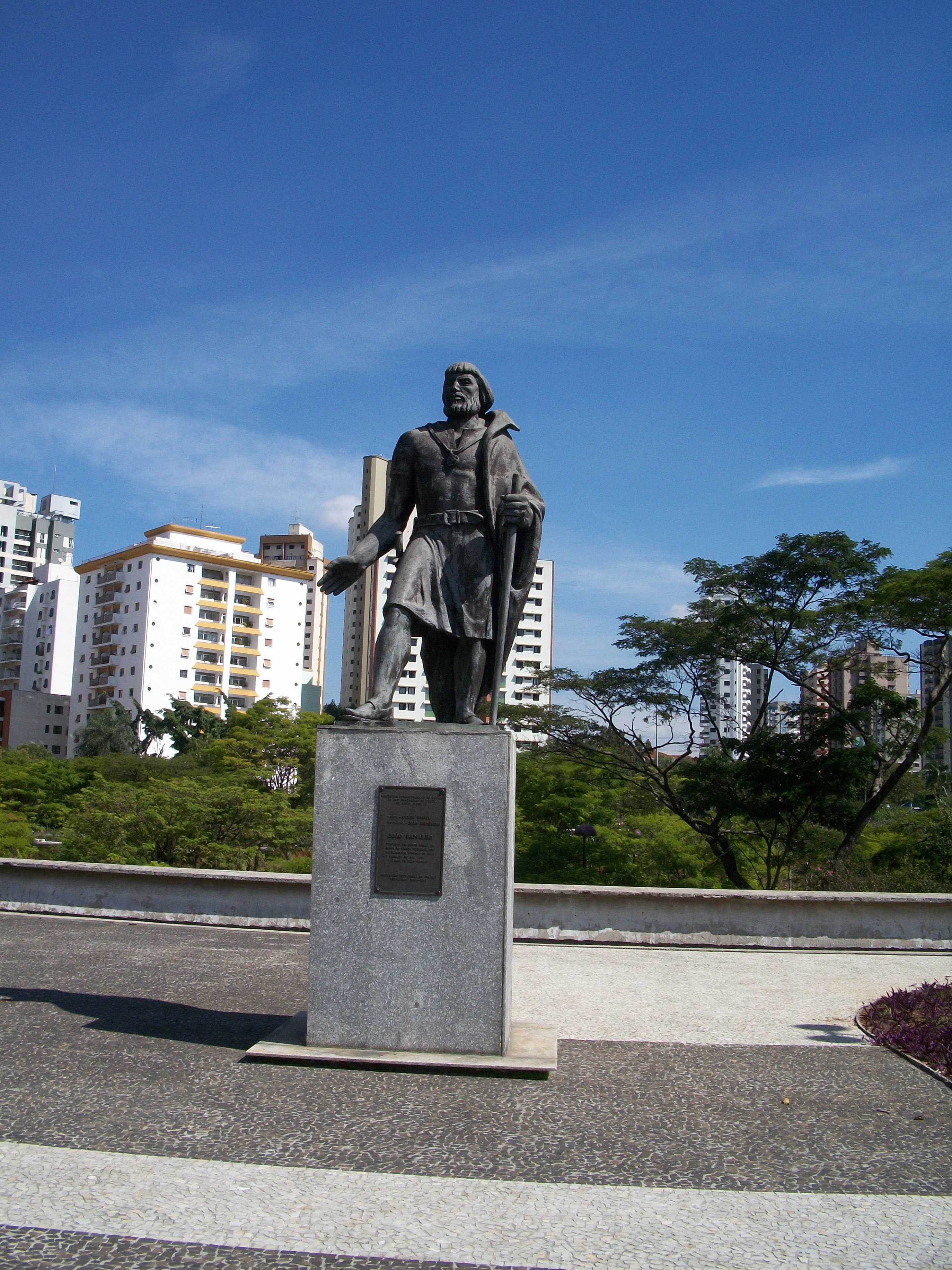
Estátua de João Ramalho, localizada no Centro Cívico de Santo André

Três séculos depois, a situação tomou uma forma diferente. Em 1867 foi inaugurada uma estação ferroviária que ligava São Paulo e Santos - denominada Estação Paranapiacaba - em um local próximo ao habitado anteriormente. Essa surgiu com o objetivo de transportar passageiros entre as cidades e também algumas cargas. Nos arredores, existiam algumas instalações que abrigavam os funcionários da companhia São Paulo Railway, empresa responsável pela construção. Por isso, começou a se instalar ali uma nova população, ainda pequena. Devido a crescente movimentação causada por consequência da estação de trem, a região começou a ganhar novos moradores, inclusive, muitos deles estrangeiros. A população foi crescendo lentamente, mas de forma considerável. De acordo com os estudos do próprio Octaviano Gaiarsa, em 1875 a região já constava com 2 mil habitantes, o que fez com que o governo, com a ajuda da "Fábrica de Ipiranguinha", criasse a primeira escola da região do ABC, com o fim de levar educação aos funcionários e seus filhos.
Em 1637, Miguel Aires Maldonado doaria aos monges beneditinos uma sesmaria, herdada do seu sogro Amador de Medeiros, que abrangia áreas na localidade. A ocupação pelos monges das terras doadas só se daria em princípios do século XVIII, quando lá instalaram uma fazenda, cuja sede ficava entre o Ribeirão dos Meninos e o antigo caminho do mar, próxima ao local onde hoje se encontra a confluência das avenidas Vergueiro e Kennedy, focada na produção e comercialização de alimentos. Ali, em 1717, o Abade Frei Bartolomeu da Conceição ordenara a construção de uma capela dedicada a São Bernardo. A fazenda dos monges emprestaria o nome à região, que passaria a ser conhecida como freguesia de São Bernardo. Outra fazenda instalada na região, a São Caetano, desenvolvia apenas para a produção de tijolo e outras peças de cerâmica. 
Em 1889, foi criado oficialmente o município de São Bernardo, que englobava toda a região, de acordo com a lei provincial nº 38. Somente em 1910, de acordo com a lei estadual 1222-A, é criado legalmente o distrito de Santo André, que ainda assim ficava dentro e subordinado à São Bernardo. Anos se passaram e o, até então, distrito, começou a se desenvolver e expandir mais rápido que os demais do município, tendo, inclusive, maior peso de influência com políticos. Santo André passou a ser reconhecido como município apenas no final de 1938 (Decreto Estadual nº 9775), tornando São Bernardo seu distrito, invertendo assim as posições. Ambas as regiões foram separadas legalmente em 1944 (Decreto Estadual nº 14334), denominando São Bernardo do Campo como município independente.
O município de de Santo André passou a se desenvolver e aumentar sua população cada vez mais. Seus habitantes eram uma mistura entre imigrantes, migrantes e nativos, que unidos formam um núcleo único. Esse processo de criação foi marcado por mudanças, além de polêmicas devido ao fato de muitas pessoas considerarem duvidosa a memória defendida de João Ramalho como criador de Santo André, incluindo alguns escritores que chegaram a alegar que fora tudo invenção. Em consequência disso, anos depois, a prefeitura de Santo André decidiu fundar o Museu Dr. Octaviano Armando Gaiarsa, com o intuito de firmar as memórias do passado, enaltecendo a importância da história do município.

### O Grupo Escolar de São Bernardo

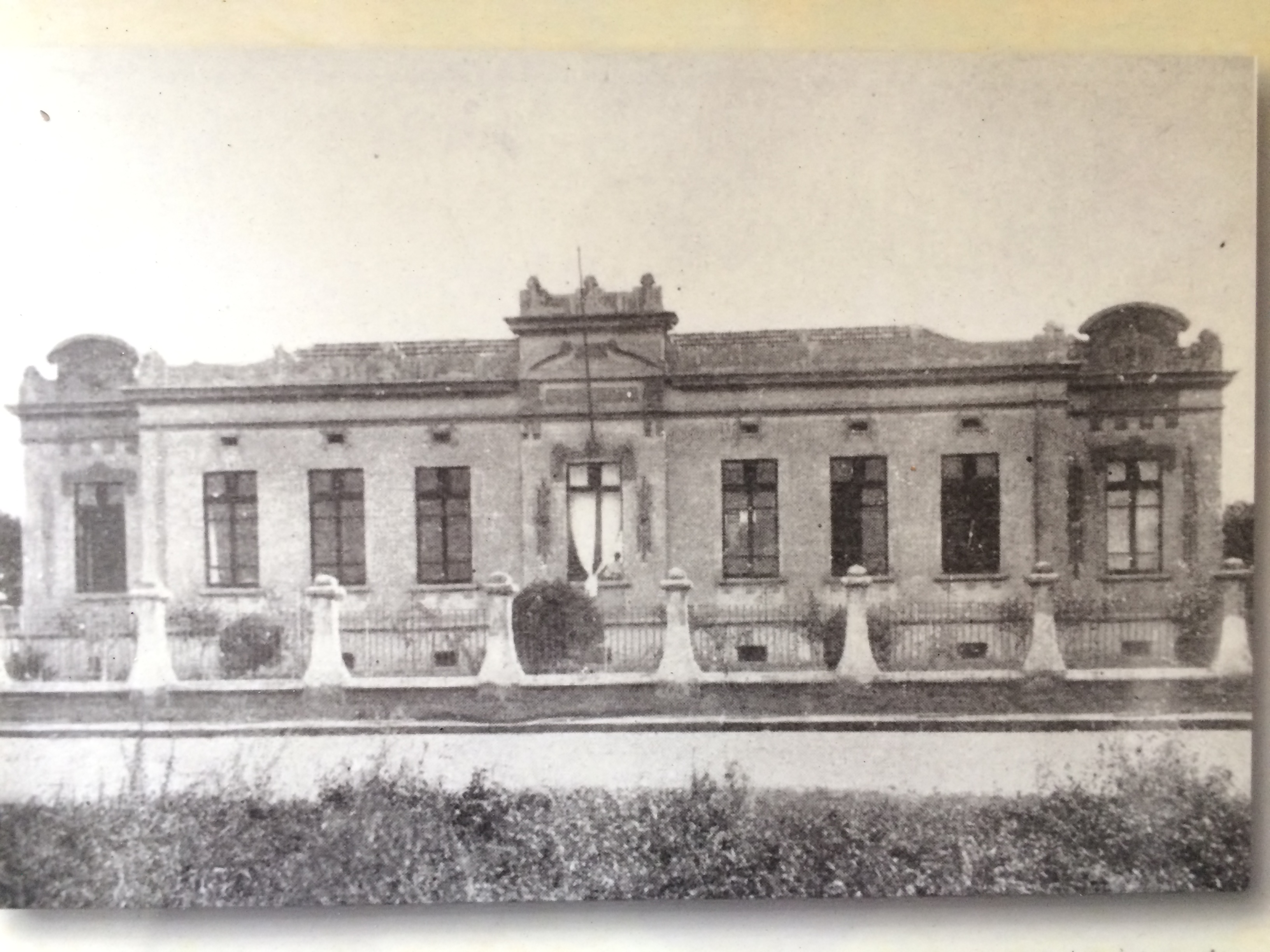
Fachada do I Grupo Escolar de São Bernardo (SP), Brasil, 1930. Coleção Euclydes Rocco, acervo MSAOAG.

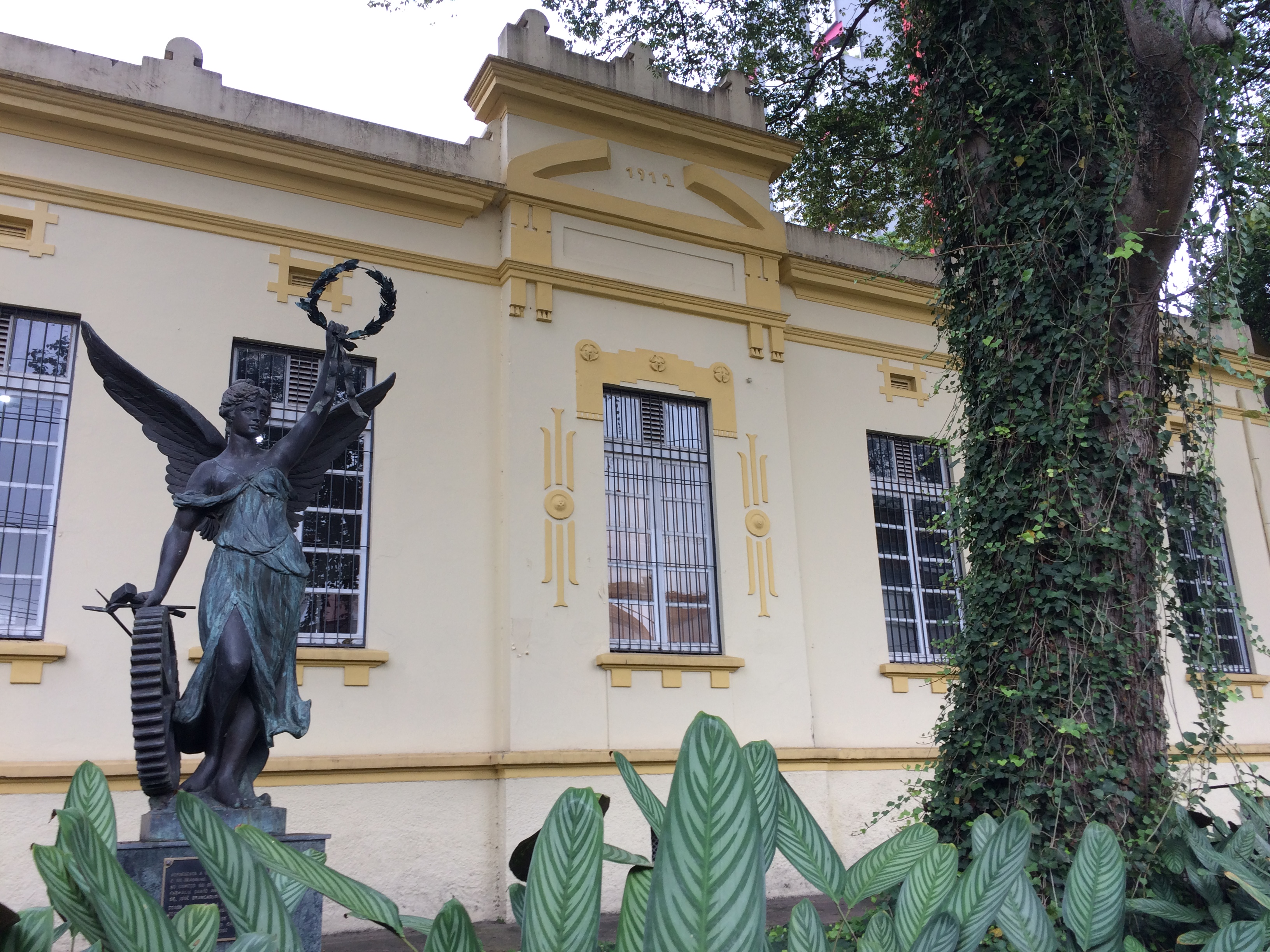
Detalhes da fachada do Museu

O Primeiro Grupo Escolar de São Bernardo foi um projeto do arquiteto José Van Humbeeck em parceria com o governo do Estado de São Paulo, tendo como principal objetivo unir nove pequenas escolas que existiam na Rua Senador Fláquer. O terreno onde a escola foi reside foi uma doação do casal Clara Fláquer e Secundino Rodrigues. Começou a ser construída em 1912, inaugurando dois anos depois, em 1914.Na época de sua inauguração, o município ainda se chamava São Bernardo, razão principal para o nome escolhido. Em 1938, quando Santo André se tornou um município independente, o grupo mudou de nome para Grupo Escolar Professor José Azevedo Antunes.
A decisão de fundar um Grupo Escolar não veio por acaso. A partir de 1890, a educação se tornou um assunto em evidência devido ao nível de precariedade que a mesma tinha. Utilizando as palavras da autora Maria Luiza Marcílio:

“Alugavam-se casas para servirem às aulas de primeiras letras e ao mesmo tempo de residência dos mestre-escola. Cabia ao professor arcar com as despesas de aluguel de sua sala de aula, ou então ministrar as aulas em sua própria casa com todos os inconvenientes que daí resultavam”.

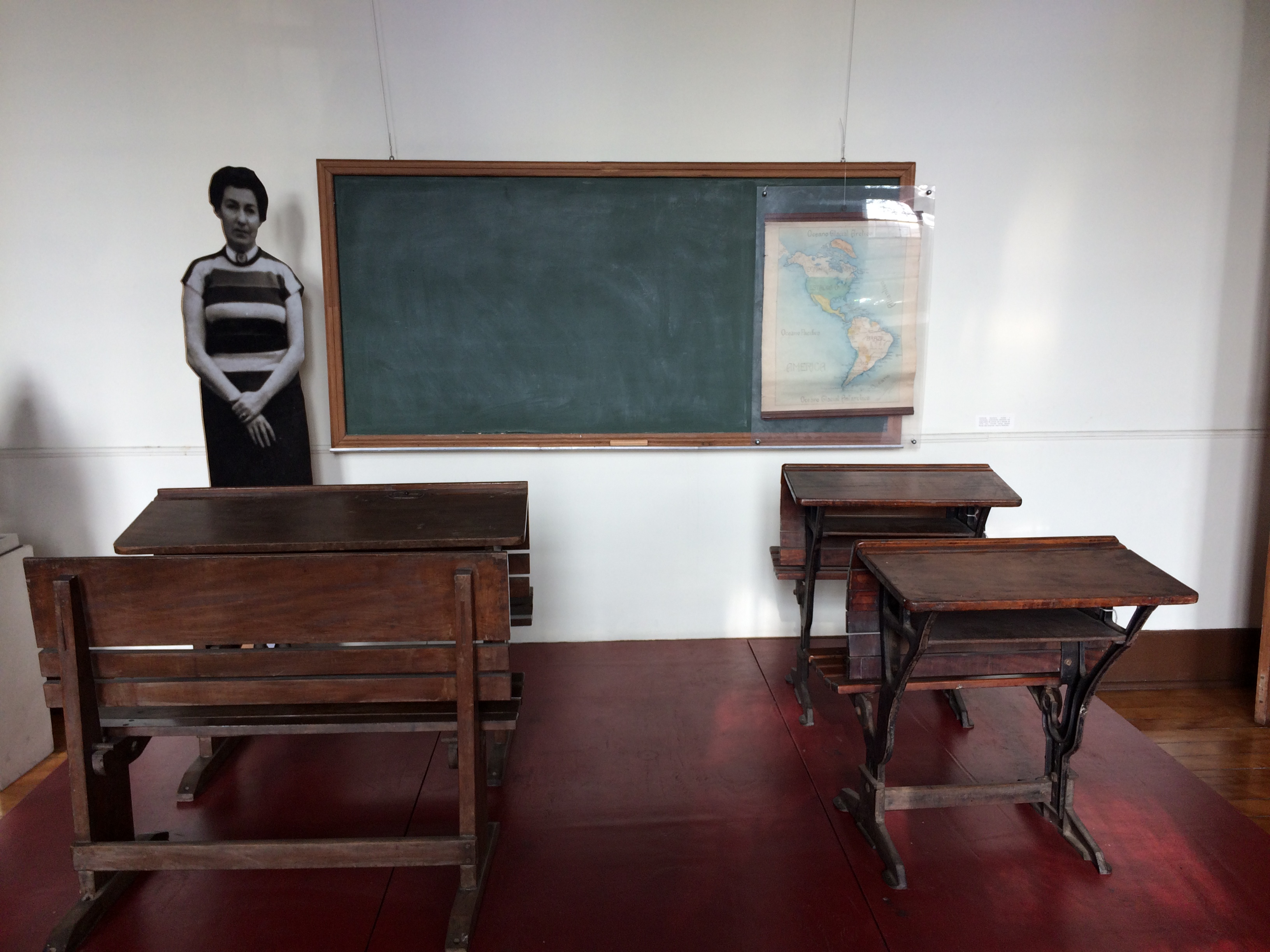
Carteiras escolares utilizadas no Grupo Escolar

Com uma influência republicana de modelo para o ensino público, o Brasil como um todo passou a prestar mais atenção a esse ponto, tendo como maior foco o Estado de São Paulo, que inaugurou o primeiro Grupo Escolar em 1892, utilizando-se de uma concepção completamente nova para o país, não somente escolar, mas também arquitetônica. Muitos dos territórios, inclusive, foram cedidos por famílias da época, visto que a construção dos grupos era obrigatória mas o Estado alegava que não tinha dinheiro o suficiente para a construção de todos eles. Para as plantas, foi designado um critério de tipologias, cada uma trabalhada por um arquiteto, normalmente estrangeiro. Esses projetos eram usados para a construção de vários Grupos Escolares diferentes, isso significa que, mesmo em municípios diferentes, os grupos que fazem parte da mesma tipologia, possuem exatamente o mesmo modelo arquitetônico.
A tipologia do Grupo Escolar São Bernardo é a de 1910, chamada de Mogi-Guassú. Essa deu origem a mais outras 6 escolas:
- Grupo Escolar de Mogy Guassú
- Grupo Escolar de Ituverava
- Grupo Escolar de Pereiras
- Grupo Escolar de Itápolis
- Grupo Escolar de Orlândia
- Grupo Escolar Itatinga

O grupo permaneceu ativo no local original até 1976, quando foi transferido para outro prédio público, tendo seu antigo espaço ocupado pela Promoção Social. 

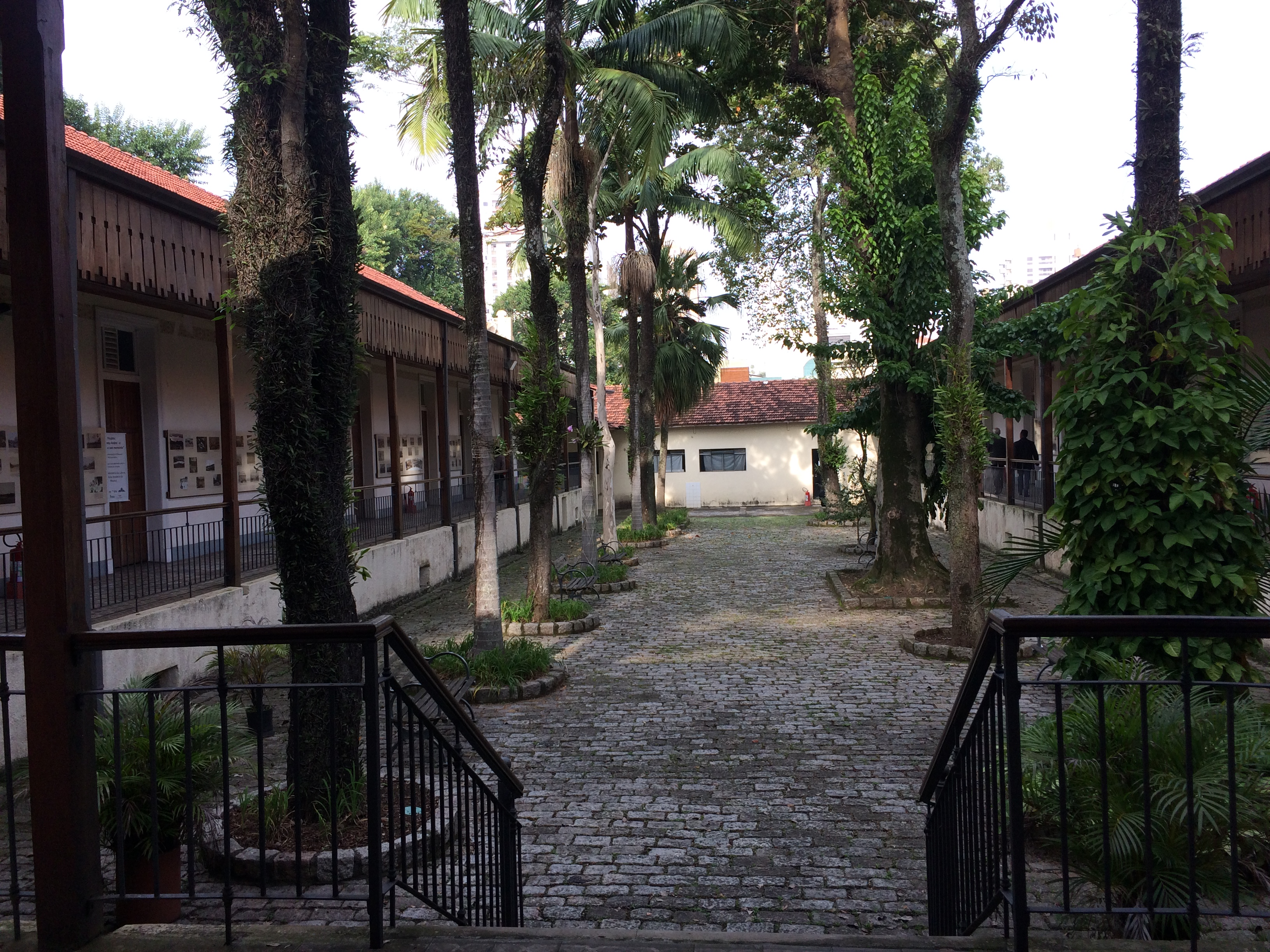
Frente do jardim principal do Museu

### O Museu
Em 1974 é iniciado um estudo pela Secretaria de Educação, Cultura e Esportes da Prefeitura de Santo André, para o processo de criação do Museu da cidade. O estudo foi assinado pela Maria Célia Furtado, na época assistente técnica da secretaria. No estudo já surge a sugestão do espaço futuro conter semelhanças com a Vila quinhentista de João Ramalho, trazida da história do município de Santo André. O intuito do projeto apresentado então, era o de um museu, necessariamente de história, onde as pessoas pudessem ter uma experiência pelo começo da história, que fosse dinâmica e realmente uma contribuição para a comunidade ali habitante.
No mesmo ano, a Prefeitura de Santo André iniciou uma campanha para a arrecadação de material para seu acervo, nomeada "Nosso Passado Pode Estar Com Você". Muitos objetos e fotografias foram coletados na época - a maioria desses, inclusive, fazem parte do atual acervo do museu. Em 1976, foi aberto o processo legal, de número 37890-76, com o governo do Estado de São Paulo, para que o futuro museu se localizasse onde ainda era o Grupo Escolar Professor José Azevedo Antunes. No entanto, antes do processo se desenvolver, a ocupação do local é feita pela Promoção Social, impossibilitando que ali se desenvolvesse o projeto.
Após alguns anos de intervalo, volta-se a uma nova tentativa de criar um Museu da cidade em 1982, quando a Prefeitura indica uma Comissão Organizadora para dar continuidade àquela já antiga ideia. Essa era composta por nove integrantes, sendo um deles o médico Octaviano Armando Gaiarsa, um dos principais contribuintes para que a proposta saísse dos papéis. Seguindo uma nova análise, a comissão apresenta, novamente, a estrutura do antigo Grupo Escolar como a melhor opção, colocando ainda mais dois lugares como opções. Em 3 de agosto de 1982, diante a lei municipal de número 5942, é criado enfim o Museu de Santo André em sua perspectiva legal, mas ainda sem um espaço físico definido.

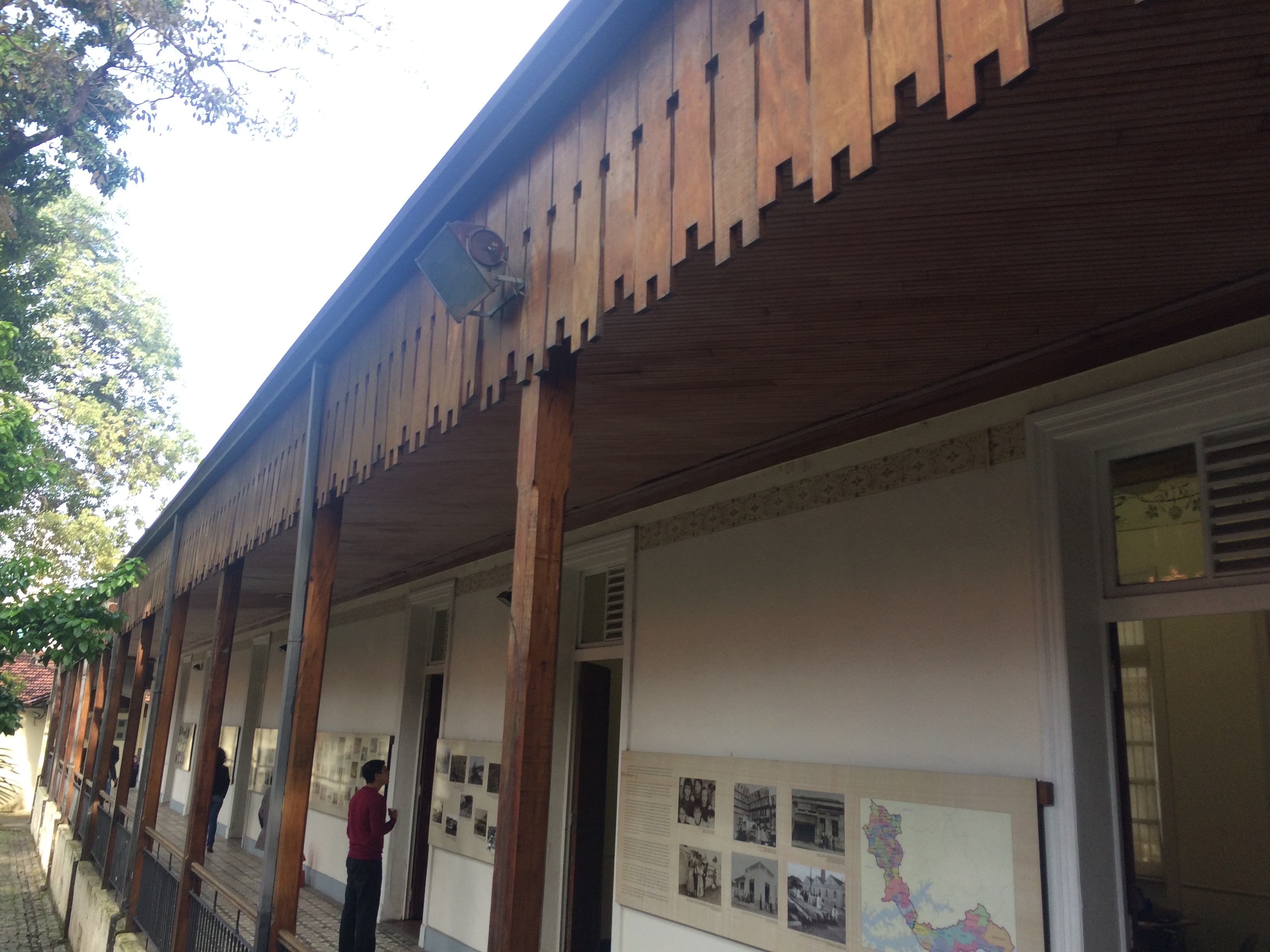
Detalhes do barrado de madeira, reprodução exata do original

Inicia-se assim, o que seria um esboço das primeiras atividades do museu. Suas primeiras exposições aconteceram em espaços diversos da prefeitura, contendo um pequeno acervo dos materiais arrecadados na campanha de 74. No ano de 1988, o Museu passa a ter local "fixo" em uma pequena sala no andar térreo da Secretaria de Educação, Cultura e Esportes, com intuito expositivo de alguns documentos.
Em 1989, Santo André ganha um novo prefeito, Celso Daniel. Ele, por sua vez, iniciou um projeto bem vasto para a melhor valorização dos espaços públicos do município. Consequentemente, avaliando a situação e a categorizando como de extrema importância, movimentou a Promoção Social para outro estabelecimento, movendo enfim, em 1990, o novo Museu de Santo André para o edifício do antigo Grupo Escolar.

## Características Arquitetônicas

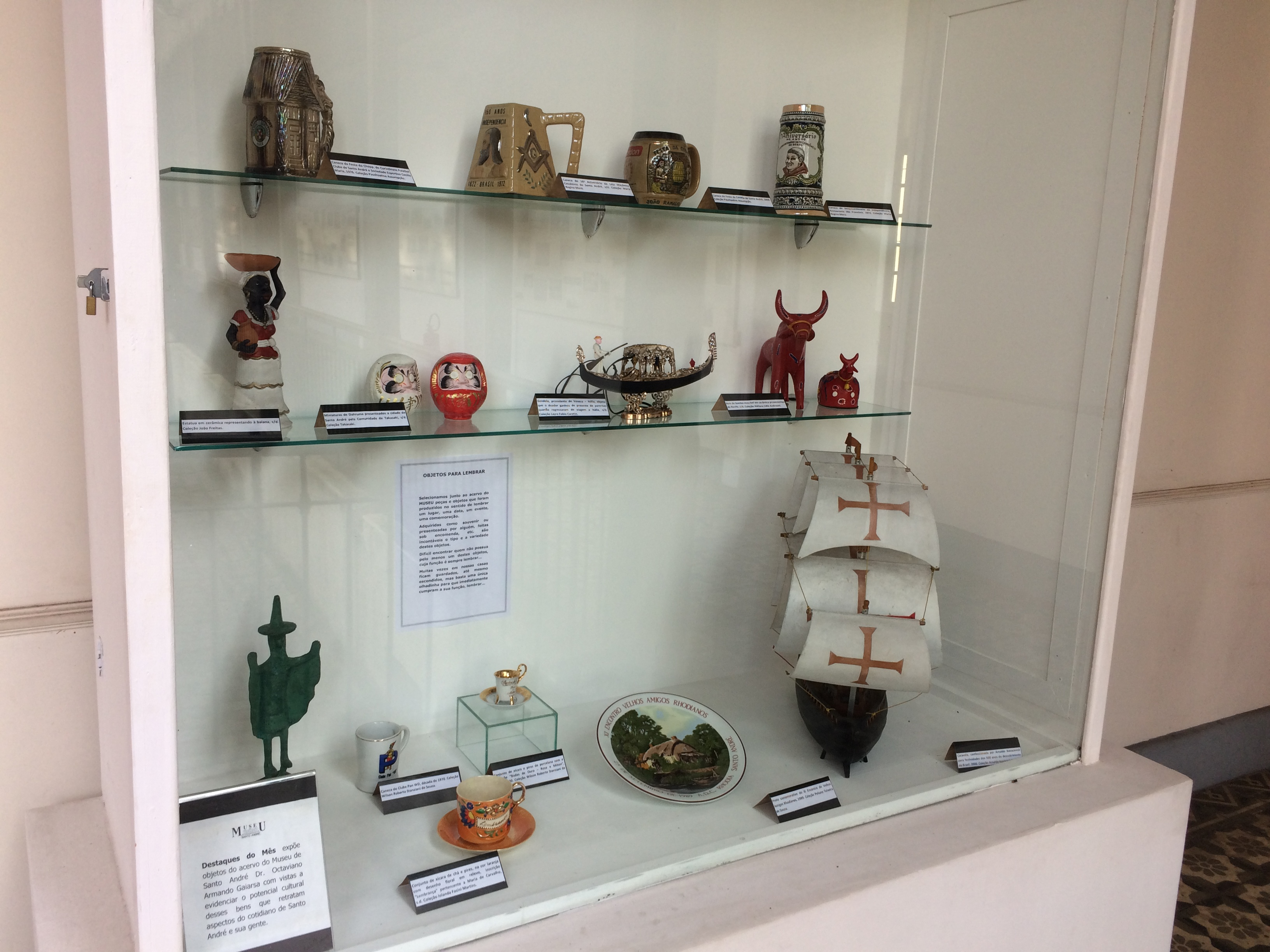
Objetos do acervo

O projeto desenhado por José Van Humbeeck possui características bem marcantes. Nascido e formado na Alemanha, Humbeeck se destacou entre os demais dos projetos de Grupos Escolares, isso deve-se aos detalhes simplistas neo-clássicos, misturados com traços derivados do neorenascentismo presentes em todos os grupos que desenhou. A autora Maria Elizabeth Peirão Corrêa, em análise das tipologias dos grupos escolares, detalhou suas principais características da seguinte forma:

"O partido arquitetônico é caracterizado pela existência de um pátio interno, em torno do qual desenvolve-se a circulação coberta que interliga as salas. As plantas são simétricas, sendo reservadas uma das alas à seção masculina e outra à seção feminina. Bem no eixo da simetria está localizado o acesso central do prédio, que dá para um vestíbulo ou portaria, antes de se atingir a galeria de circulação. Essas galeria possuem as mesmas características dos alpendres e varandas de algumas casas do fim do século passado, com suas coberturas apoiadas em colunas de ferro forjado e arrematadas por lambrequins de madeira rendilhado”.

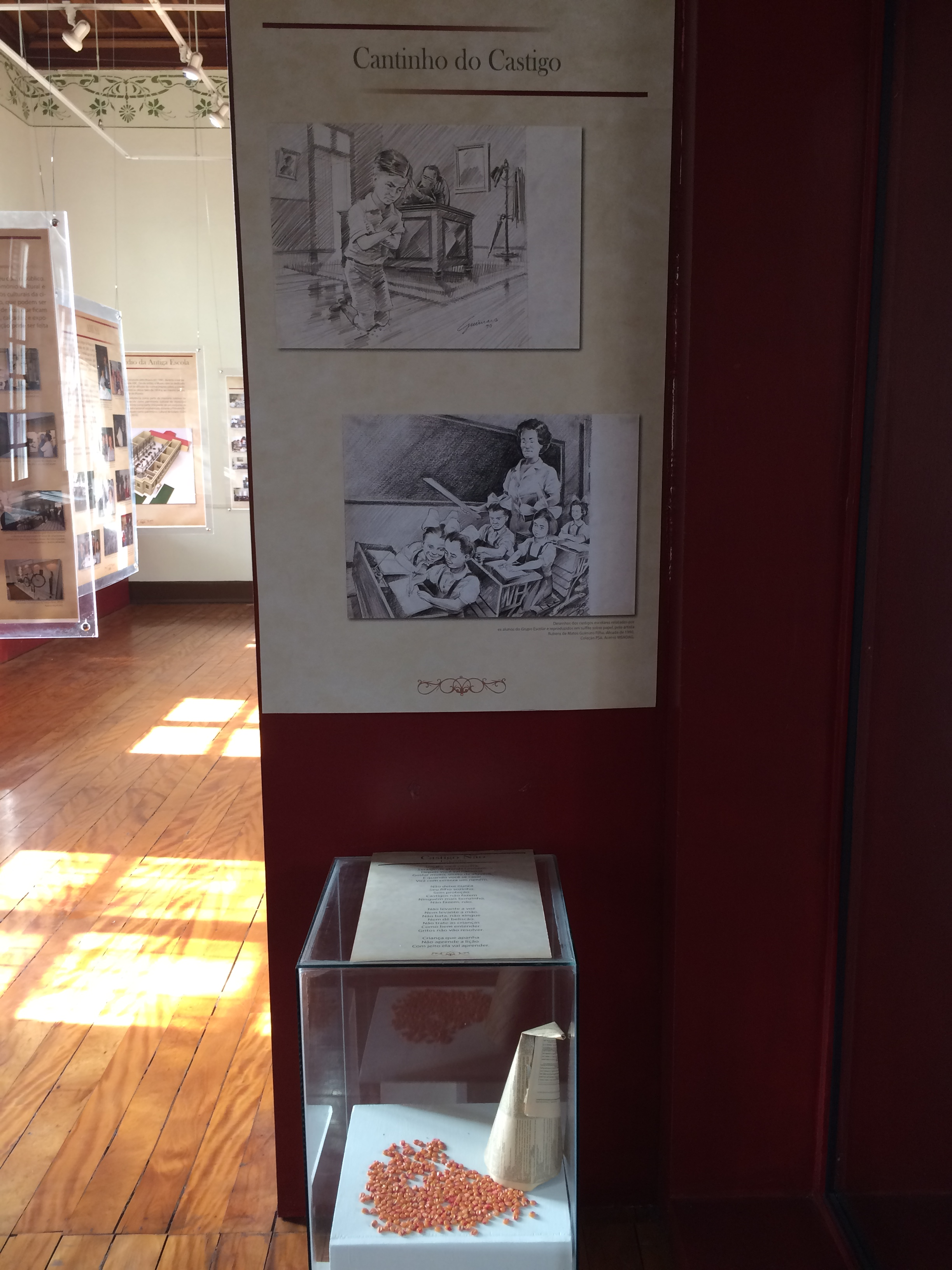
Memória do Cantinho do Castigo do Grupo Escolar

No processo de estudo do tombamento do edifício pelo Condephaat, as principais justificativas citadas são a simplicidade na solução do projeto para o que foi proposto na época em que se construiu, o uso de alvenaria de tijolos, além da isolação e ventilação não somente das salas, como também do piso. O acesso completamente simétrico de acesso ás salas é um dos pontos citados também.

## Acervo
O acervo do Museu de Santo André Dr Octaviano Armando Gaiarsa é dividido, no total, em três grupos distintos, sendo que a maior parte disso é composta pela doação de antigos moradores de Santo André e, também, ex-alunos do Grupo escolar de São Bernardo. As três divisões são feitas com base na seguinte linha de raciocínio: materiais fotográficos e multimídia, objetos físicos originais e documentos textuais de relevância.
O grupo de materiais fotográficos, é composto por fotografias diversas, variadas em seu contexto sobre o município e também sobre a antiga escola. Há registros de encontro de antigas turmas e eventos que ocorreram no Museu. Existem, também, alguns desenhos antigos e análises geográficas de Santo André. No grupo de objetos físicos, a variedade é maior. A composição é feita por utensílios antigos de cozinha, da época em que o edifício foi construído, ferramentas, objetos pessoais de lembranças de ex-alunos e ex-professores, esculturas, algumas medalhas variadas e, inclusive, artigos religiosos. A parte de documentos textuais é composta por certidões variadas do município, plantas do edifício, mapas, cartões postais e alguns documentos, inclusive, pessoais. O museu conta também, com uma linha do tempo extensa, onde marca-se diversos acontecimentos importantes de Santo André desde 1889 até a atualidade, sendo, sempre que necessário, atualizada.
Em 2014, a estimativa era de que todo o acervo contasse, no total, com 40 mil peças, variadas entre as três categorias apresentadas.

## Galeria

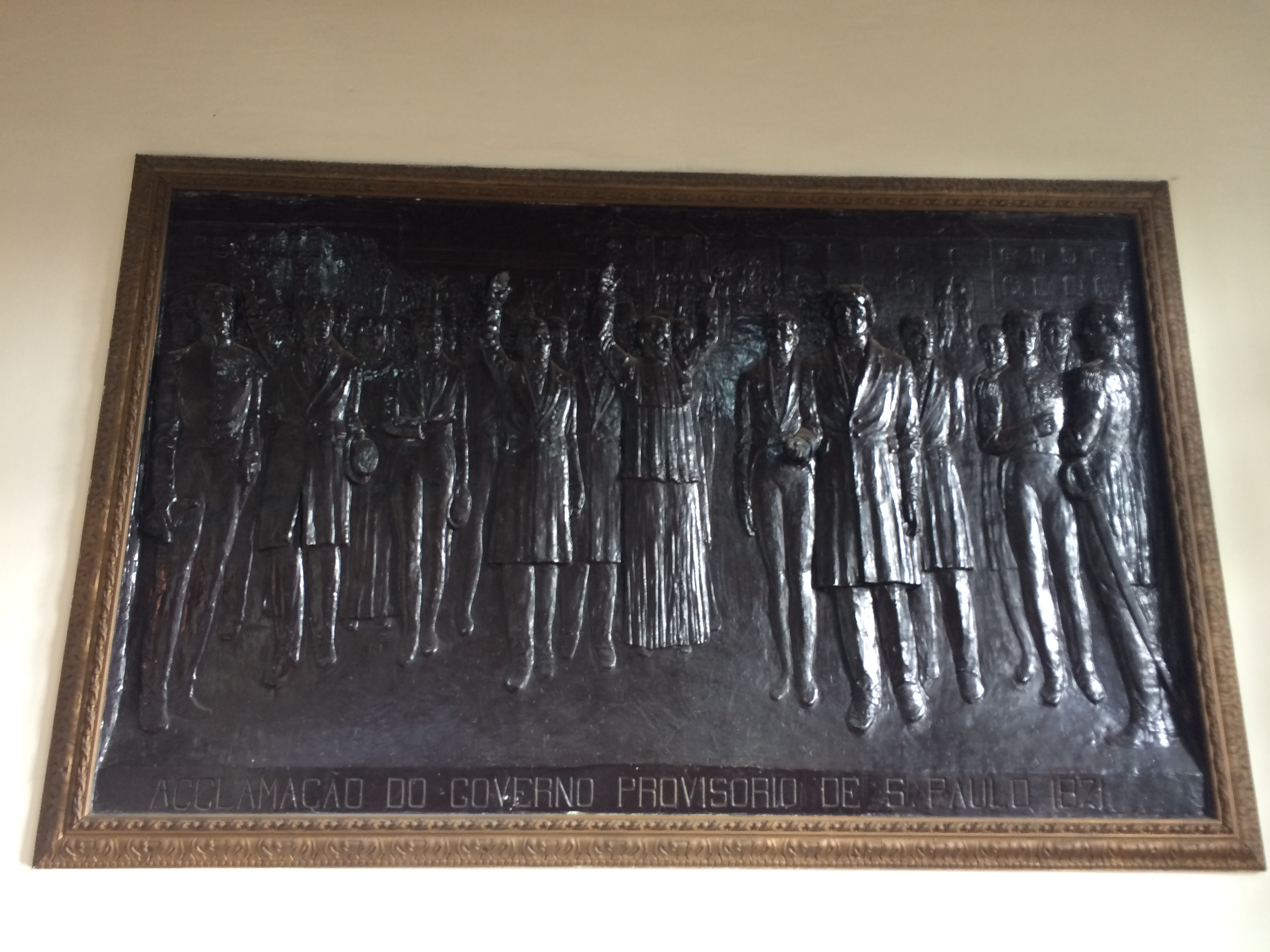
Quadro esculpido em pedra, com a Aclamação do Governo Provisório de São Paulo
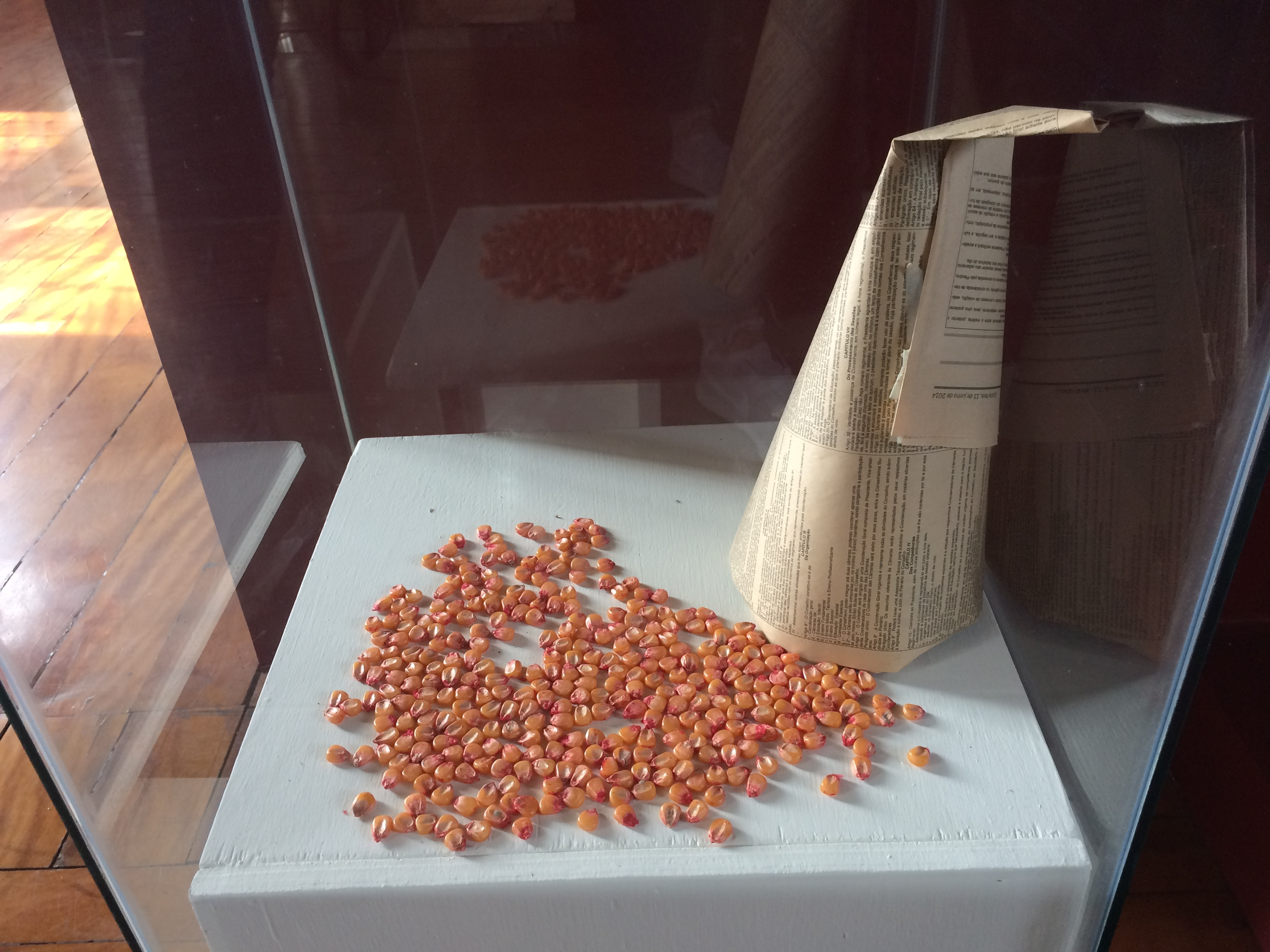
Milhos e reprodução exata do chapéu usados no Grupo Escolar
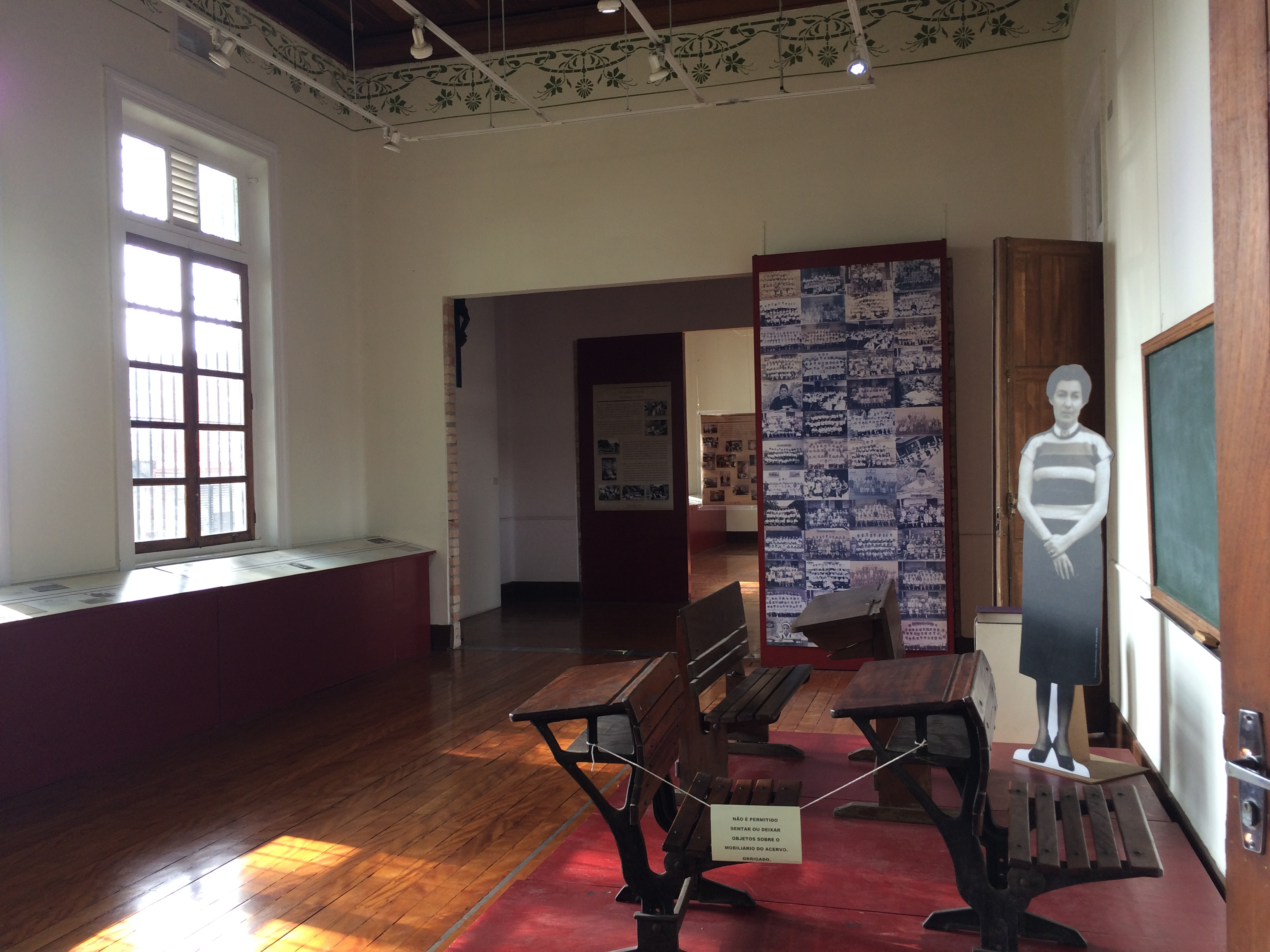
Sala 1 de esposição do Museu
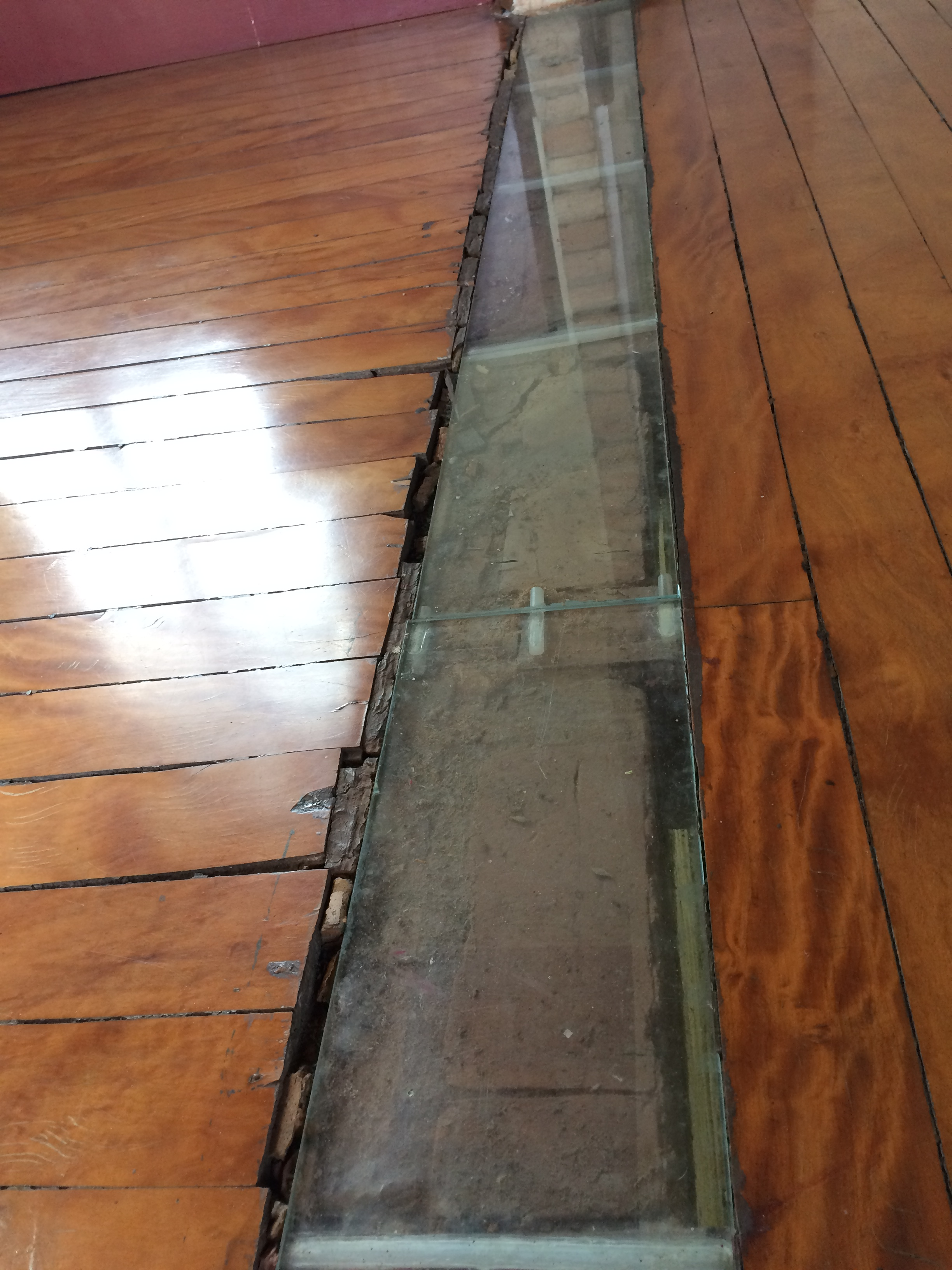
Detalhes do chão original
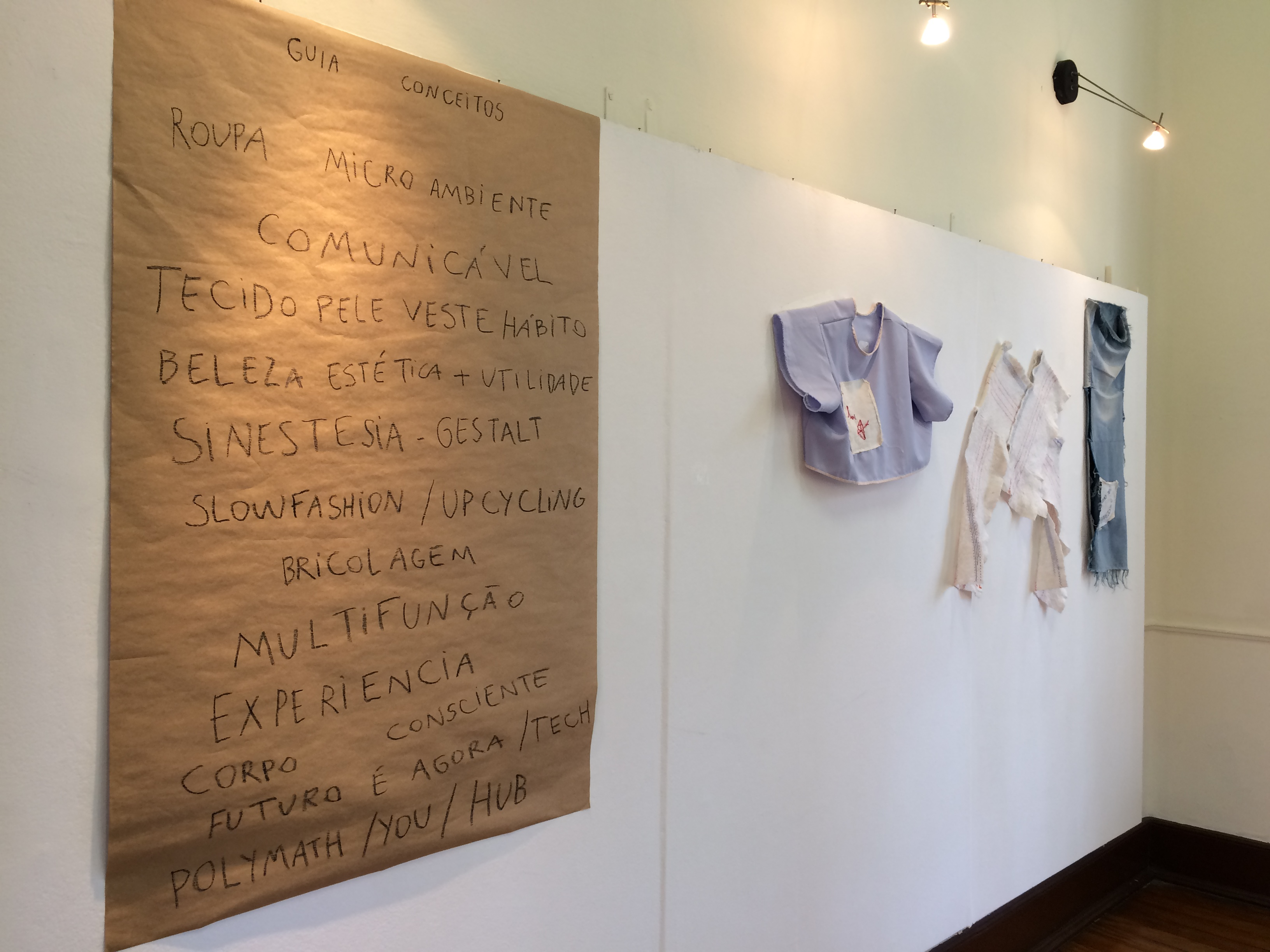
Sala expositória com trabalhos atuais
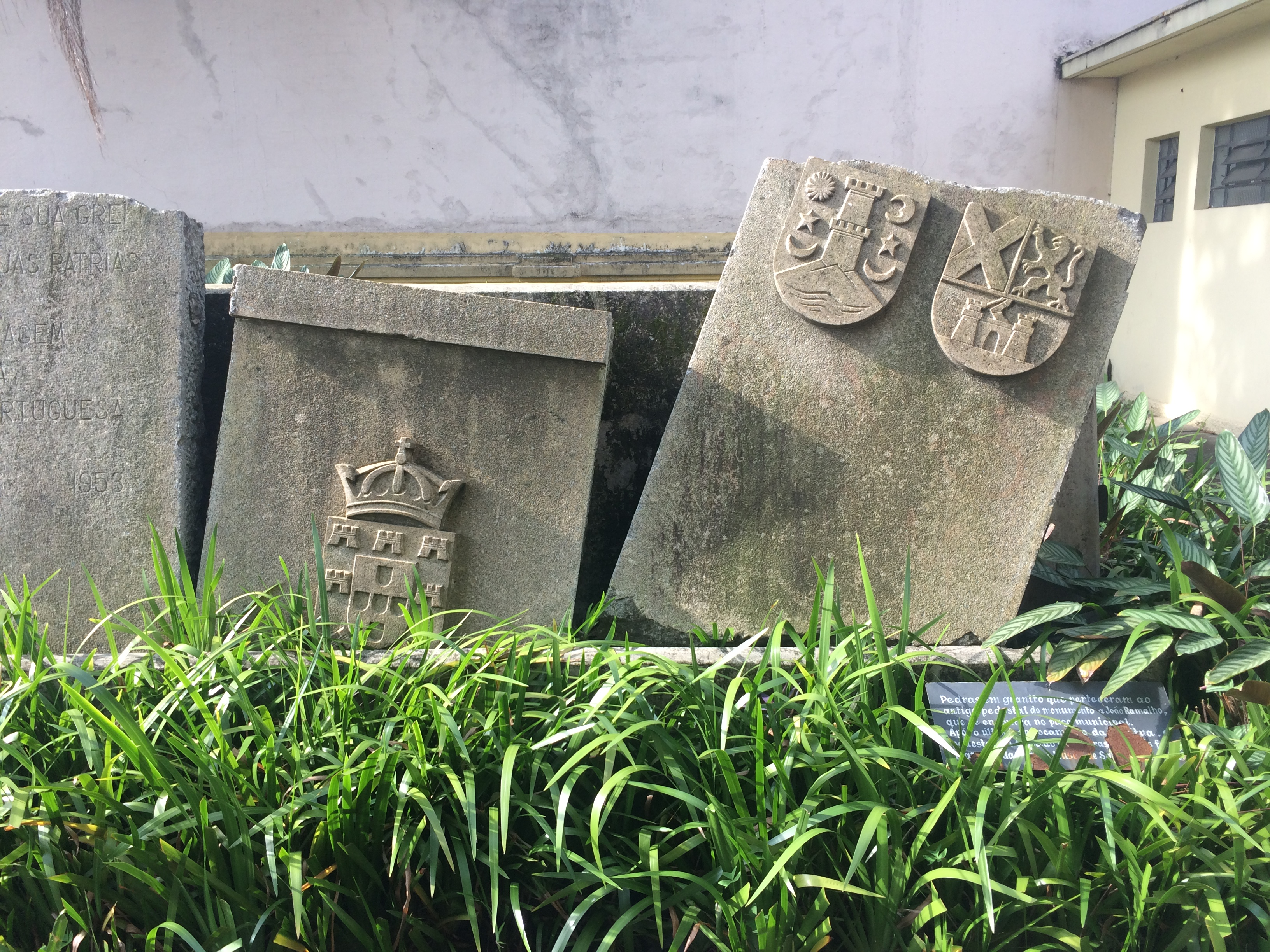
Pedras em granito do antigo pedestal de João Ramalho
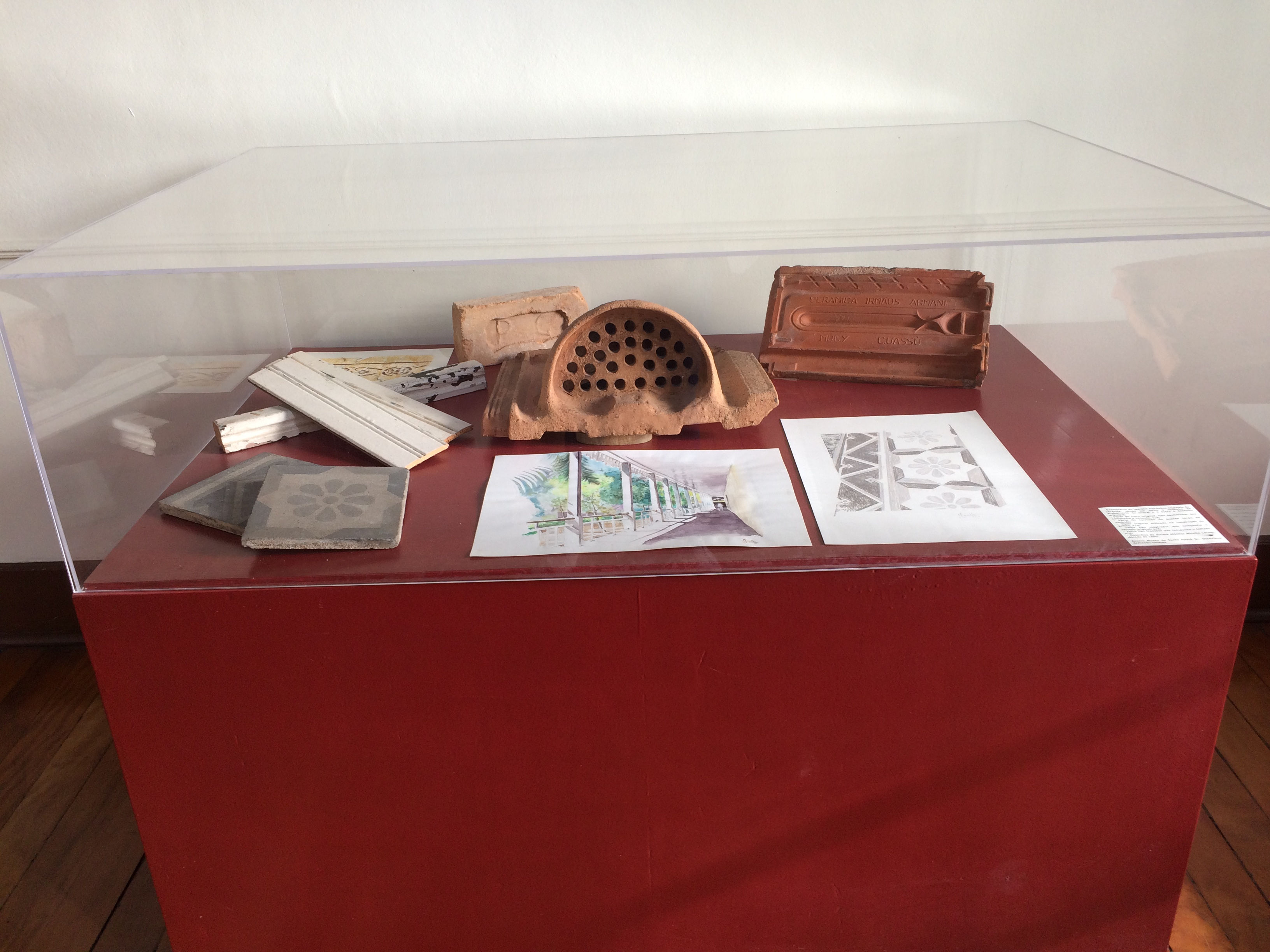
Exemplares da construção original
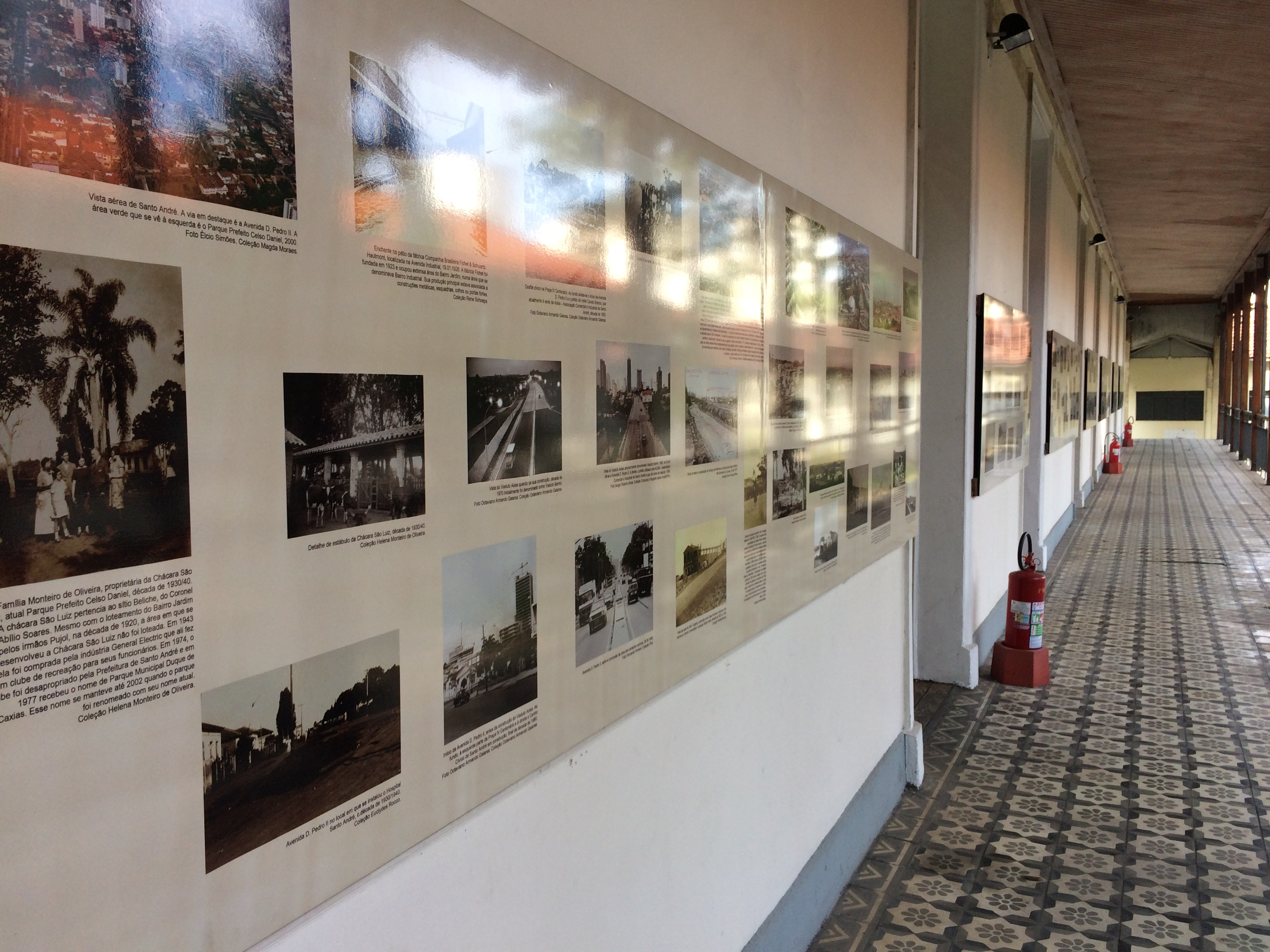
Corredor, frente ao jardim
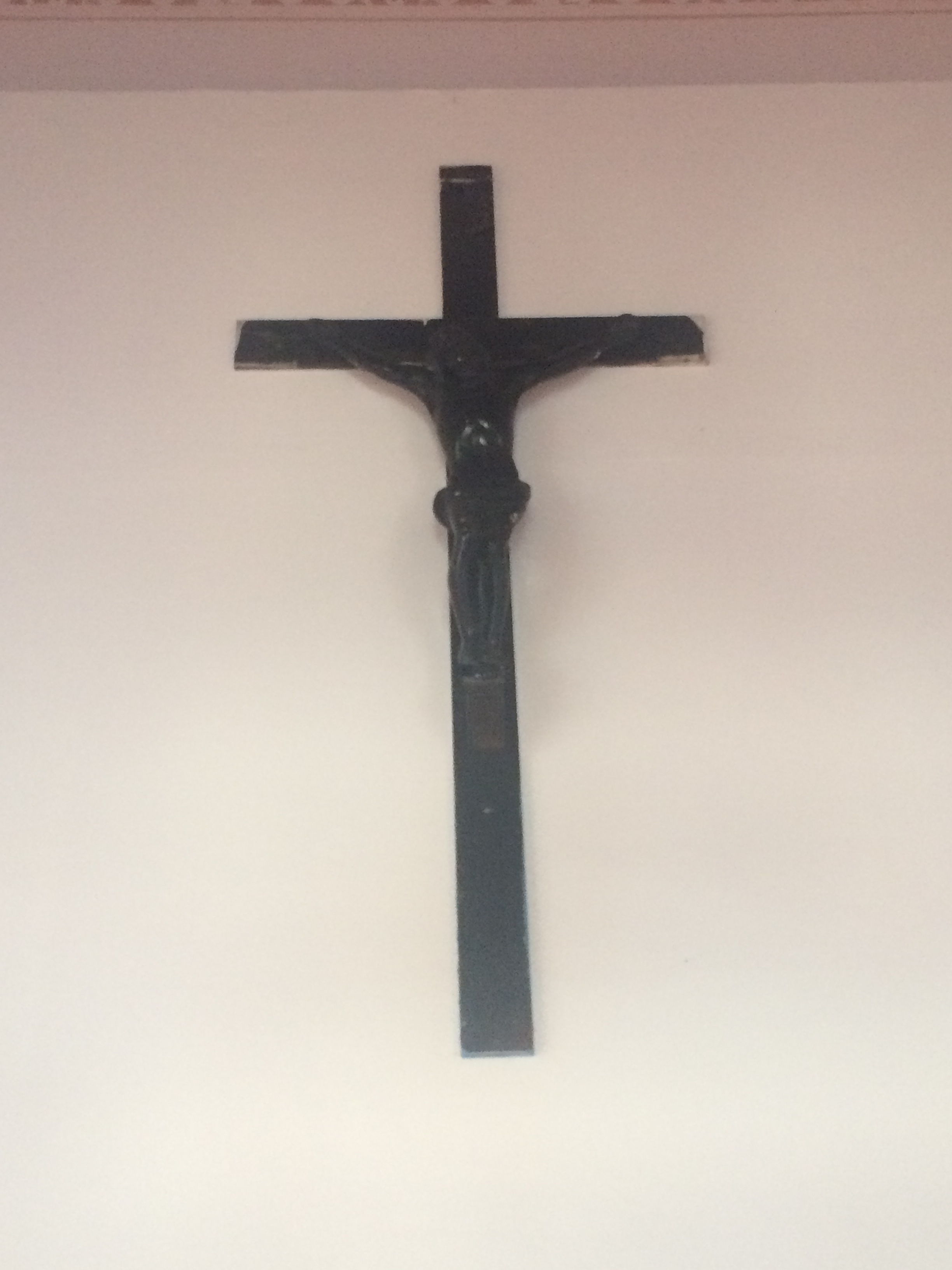
Crucifixo em madeira que pertenceu ao Grupo Escolar
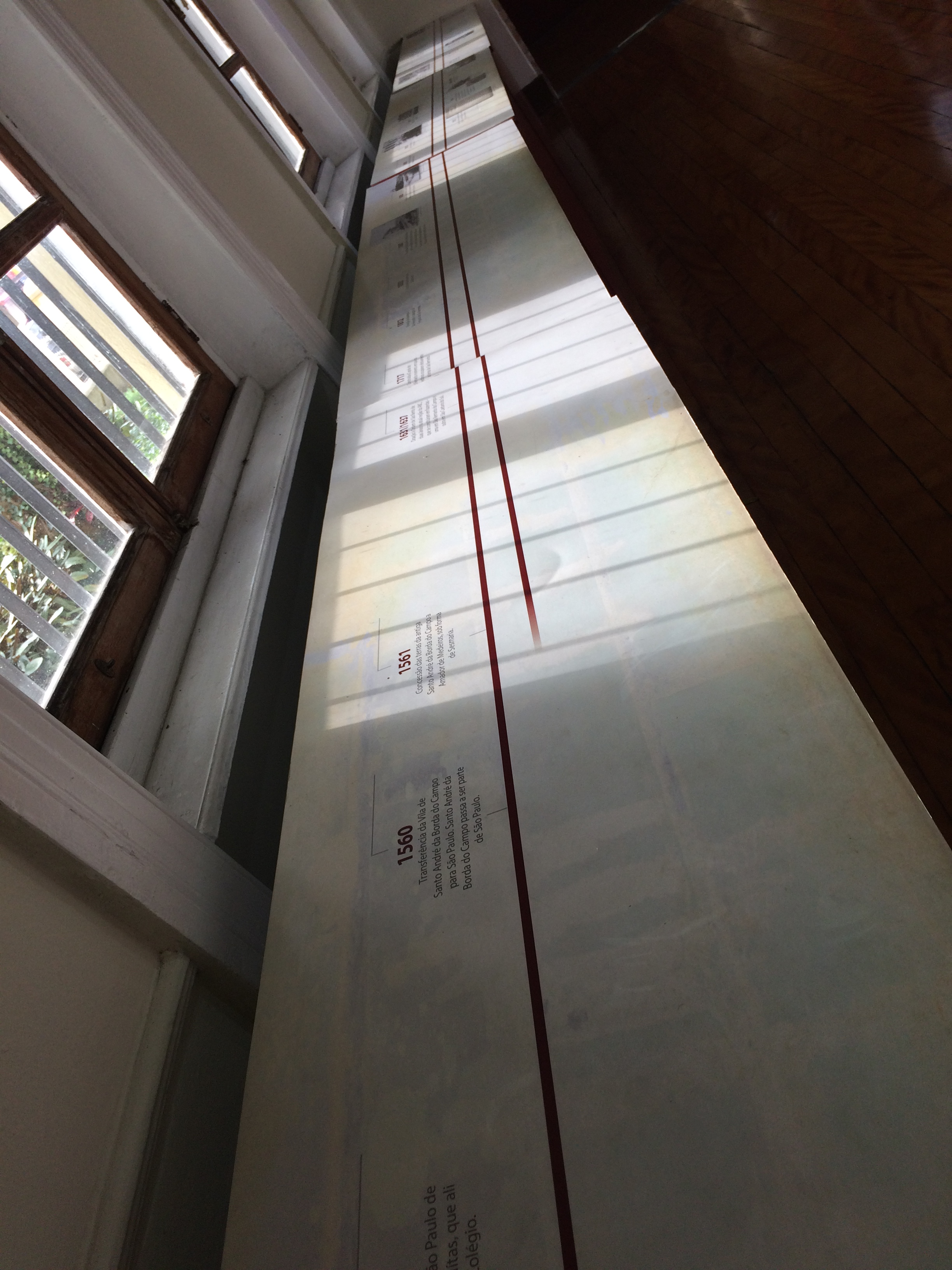
Linha do tempo
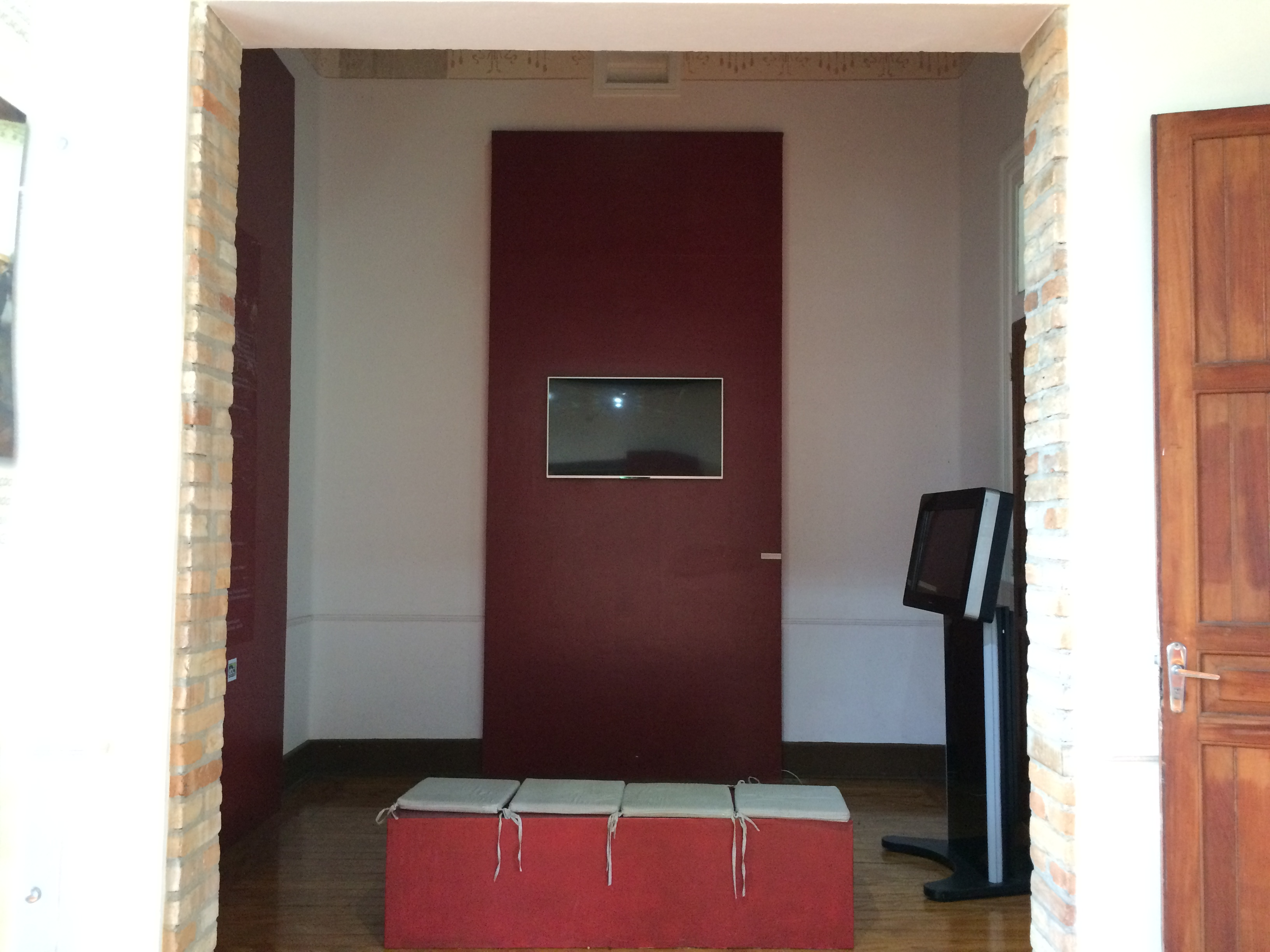
Sala multimídia
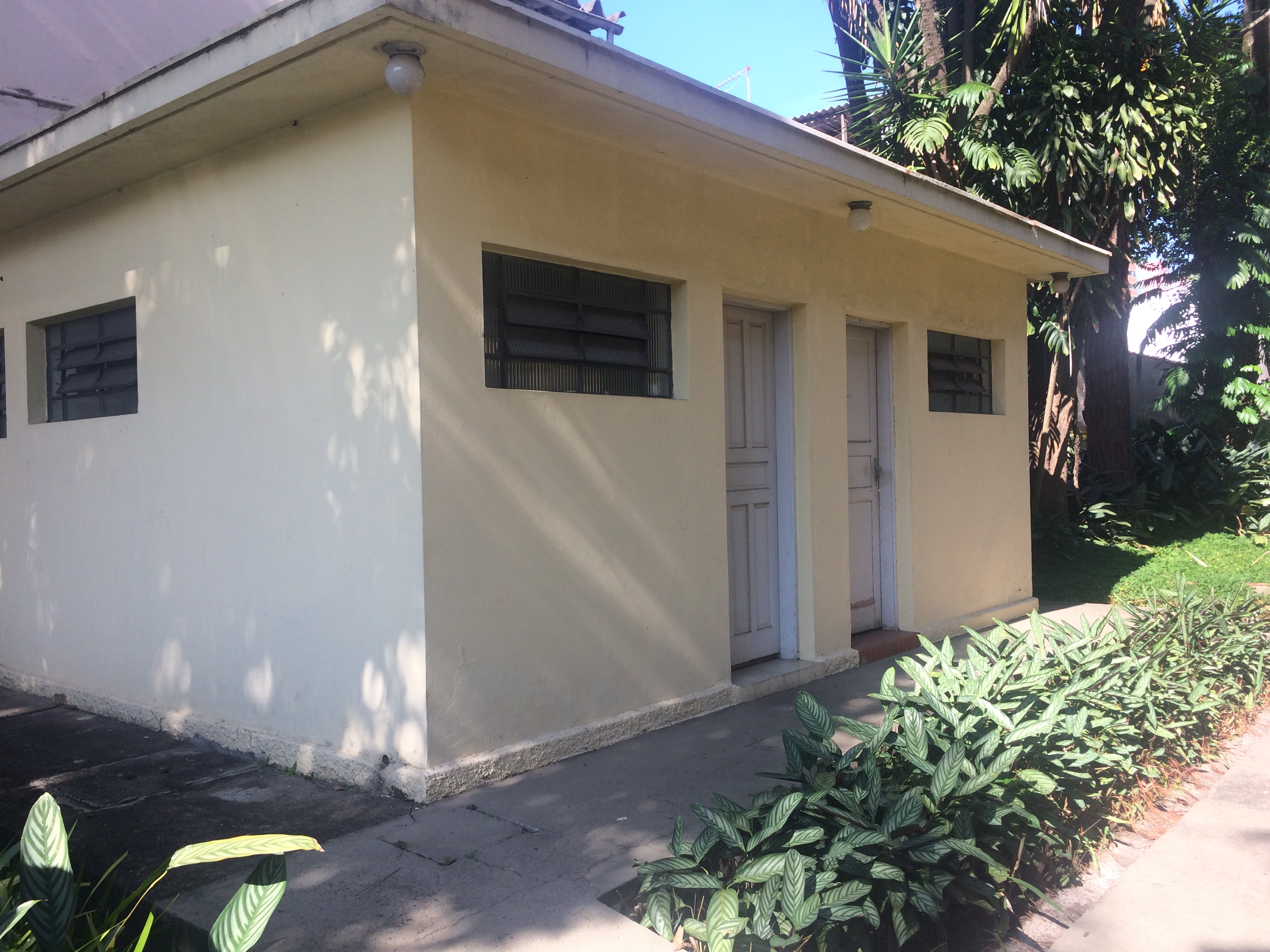
Casa dos Fundos. Antiga farmácia do Grupo Escolar.
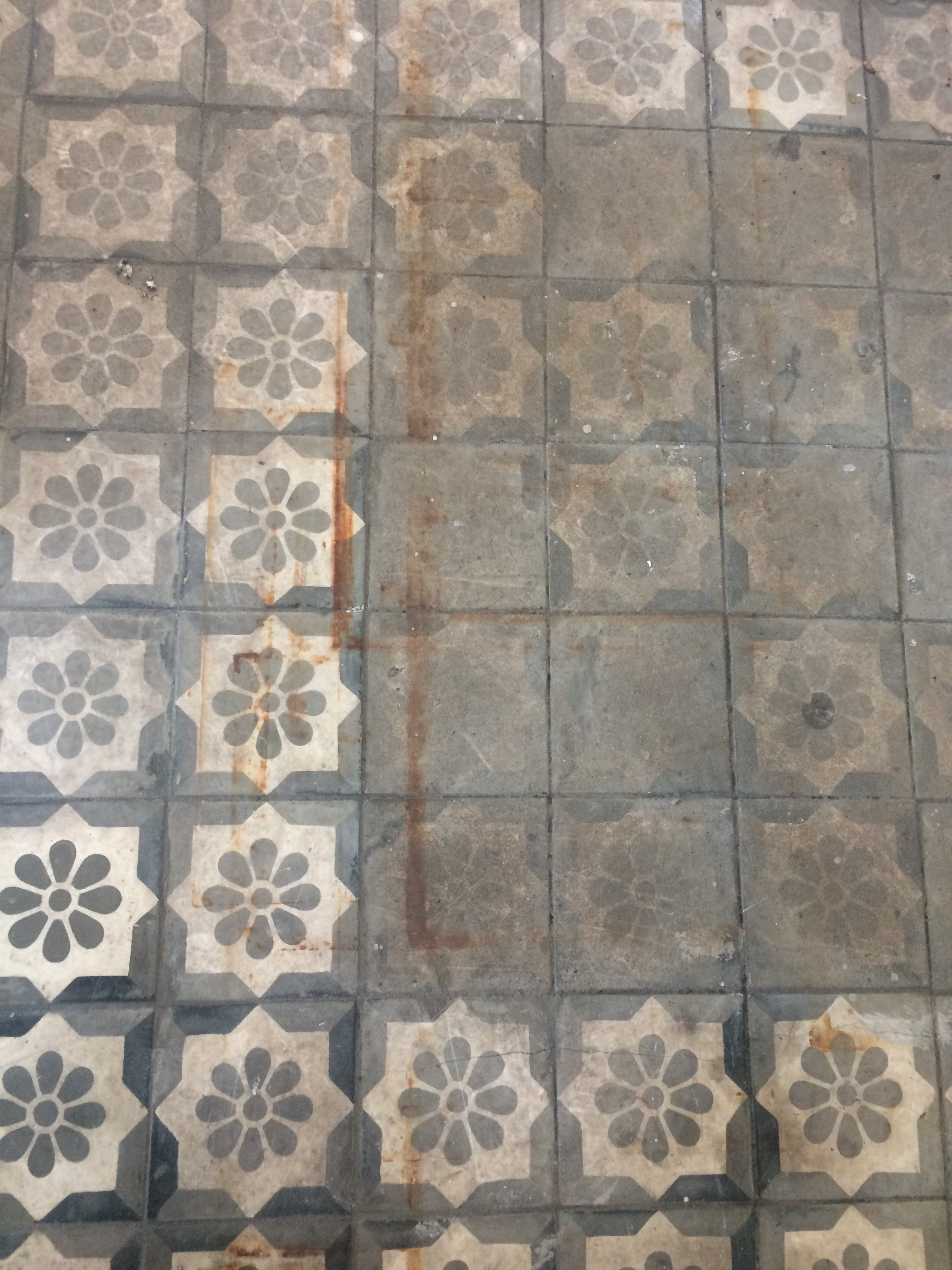
Piso original do prédio, ao lado dos que foram restaurados
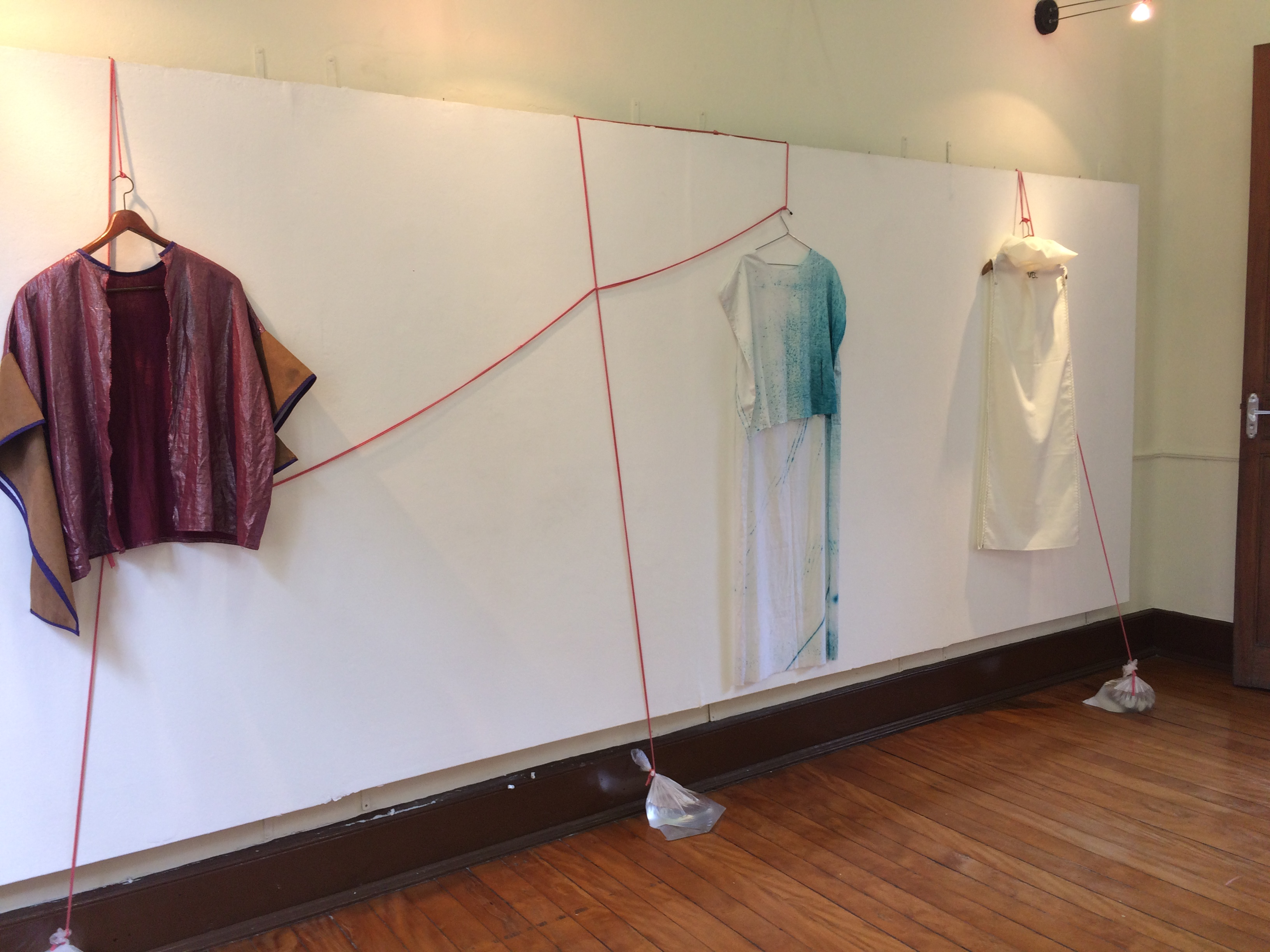
Sala expositória com trabalhos atuais
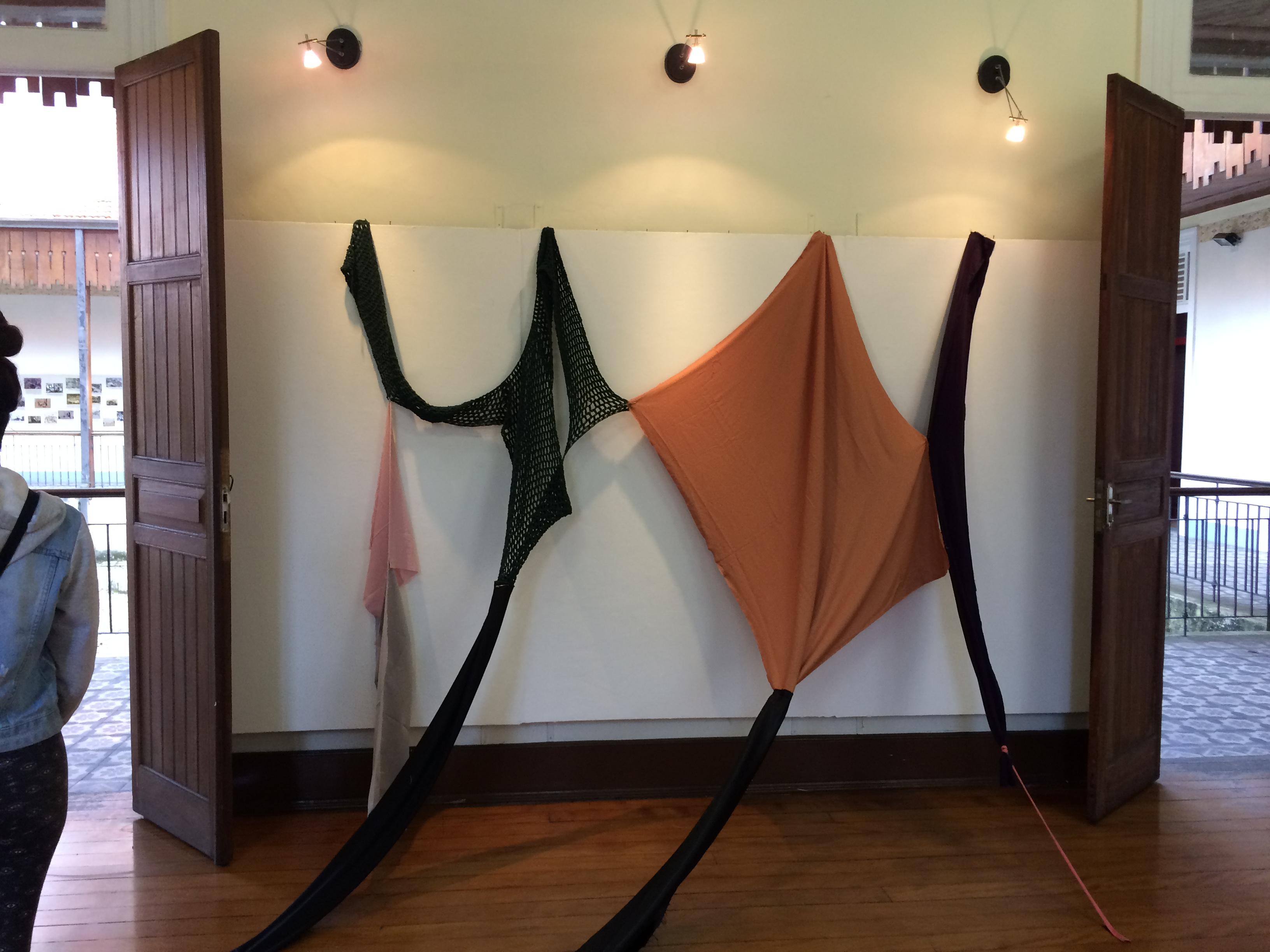
Sala expositória com trabalhos atuais
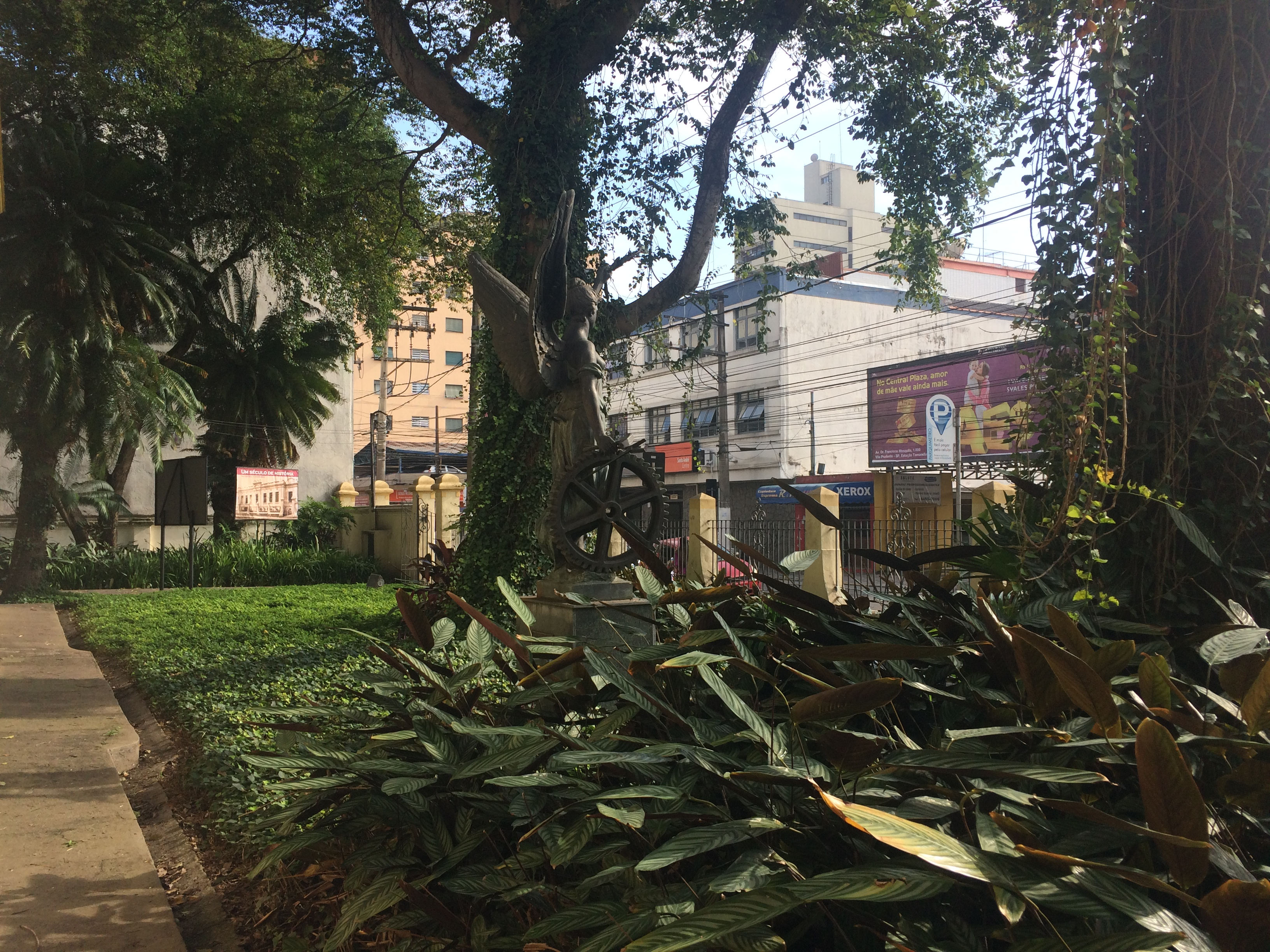
Vista da entrada para a rua

## Ver Também
- Estado de São Paulo
- Santo André
- São Bernardo do Campo
- Região do Grande ABC
- Condephaat
- João Ramalho
- Estação Paranapiacaba
- Casa do Olhar Luiz Sacilotto
- Casa da Palavra Mário Quintana